# X, Y und Zee
X, Y und Zee (Originaltitel: Zee and Co.) ist ein britischer Spielfilm von Regisseur Brian G. Hutton aus dem Jahre 1972. Der Film ist eine Adaption von Edna O’Briens 1971 veröffentlichtem Roman Zee & Co. und wurde für Columbia Pictures und die nur für diesen einen Film gegründete Zee Company produziert.

## Handlung
Ort der Handlung ist London, die Zeit die Gegenwart. Um die Ehe von Zee und Robert Blakely ist es, obwohl das Paar in Hassliebe fast untrennbar verbunden ist, nicht mehr gut bestellt. Robert, ein erfolgreicher Architekt, ist Zees lauter, ordinärer Art überdrüssig und fühlt sich zu der stillen Stella hingezogen. Als er mit Stella ein Verhältnis beginnt, unternimmt Zee verzweifelt allerhand Versuche, ihn zurückzugewinnen, doch selbst ein Selbstmordversuch bringt nicht den gewünschten Erfolg. Als sie entdeckt, dass es in Stellas Vergangenheit eine lesbische Affäre gibt, versucht sie, Roberts Romanze zu zerstören, indem sie selbst mit Stella ins Bett geht.

## Produktion und Rezeption
Die Dreharbeiten für X, Y und Zee begannen im Oktober 1970 in den englischen Shepperton Studios. Der Film wurde in Farbe und 35 mm produziert. Regisseur Hutton war eigentlich ein Experte für Abenteuerfilme; 1968 hatte er mit Taylors Ehemann Richard Burton den Film Agenten sterben einsam inszeniert.
In den USA wurde der Film am 21. Januar 1972 unter dem Titel X, Y and Zee uraufgeführt und herausgebracht.
Der durch Anleihen bei Albees Wer hat Angst vor Virginia Woolf? und modische Sexzutaten herausgeputzte Film bietet Elizabeth Taylor Gelegenheit, ihre damalige Glanzleistung zu wiederholen und zu variieren. Dennoch bietet der Film nur scheintragisches Starkino.

## Auszeichnungen
- 1972 – David di Donatello für die beste ausländische Darstellerin (Elizabeth Taylor)
- 1973 – Nominierung für den Golden Globe als bester englischsprachiger ausländischer Film